# Rhysipolis sonorus
Rhysipolis sonorus är en stekelart som beskrevs av Spencer 1999. Rhysipolis sonorus ingår i släktet Rhysipolis och familjen bracksteklar. Inga underarter finns listade i Catalogue of Life.